# Ratched
Ratched ist eine US-amerikanische Drama-Thriller-Serie aus dem Jahr 2020, die im Auftrag des Streaminganbieters Netflix produziert und als Netflix Original veröffentlicht wurde. Sie erzählt die Vorgeschichte der fiktiven Figur Mildred Ratched aus dem Roman Einer flog über das Kuckucksnest von Ken Kesey. Die acht Folgen der ersten Staffel wurden am 18. September 2020 veröffentlicht. Die ursprünglich angekündigte zweite Staffel der Serie wurde im Februar 2024 von der Hauptdarstellerin Sarah Paulson abgesagt.

## Handlung
Im Jahr 1947 ergattert die skrupellos agierende Mildred Ratched durch Erpressung und Manipulation eine Anstellung als Krankenschwester an einer führenden psychiatrischen Anstalt im Norden Kaliforniens. Während sie großes Interesse an den modernen Behandlungsmethoden der Klinik heuchelt, besteht ihr eigentliches Ziel in der Befreiung ihres hier zur psychiatrischen Begutachtung untergebrachten Bruders, der vier katholische Priester auf sadistische Weise ermordet hat. Hierzu manipuliert sie insbesondere den Klinikleiter Dr. Hanover, der an Patienten neuartige, teils verstörend-invasive Therapien wie Lobotomien und quälende Hydrotherapien durchführt und der von seiner eigenen dunklen Vergangenheit eingeholt wird.

## Besetzung und Synchronisation
Die deutsche Synchronisation entsteht bei der VSI Synchron GmbH in Berlin. Die Dialogbücher schreibt Lioba Schmid, die Dialogregie führt Sabine Falkenberg.
| Rolle                      | Darsteller                  | Hauptrolle (Folgen) | Nebenrolle (Folgen)         | Synchronsprecher     |
| -------------------------- | --------------------------- | ------------------- | --------------------------- | -------------------- |
| Mildred Ratched            | Sarah Paulson               | 1.01–1.08           |                             | Alexandra Wilcke     |
| Dr. Richard Hanover        | Jon Jon Briones             | 1.01–1.08           |                             | Asad Schwarz         |
| Edmund Tolleson            | Finn Wittrock               | 1.01–1.08           |                             | Arne Stephan         |
| Gwendolyn Briggs           | Cynthia Nixon               | 1.01–1.08           |                             | Marina Krogull       |
| Huck Finnigan              | Charlie Carver              | 1.01, 1.03–1.08     |                             | Florian Hoffmann     |
| Schwester Betsy Bucket     | Judy Davis                  | 1.01–1.08           |                             | Heike Schroetter     |
| Lenore Osgood              | Sharon Stone                | 1.03–1.05, 1.07     |                             | Martina Treger       |
| Charles Wainwright         | Corey Stoll                 |                     | 1.01, 1.03–1.04             | Thomas Schmuckert    |
| Gouverneur George Wilburn  | Vincent D’Onofrio           |                     | 1.01, 1.03–1.04, 1,06, 1.08 | Christian Weygand    |
| Schwester Dolly            | Alice Englert               |                     | 1.01–1.06                   | Betty Förster        |
| Louise (Motel-Betreiberin) | Amanda Plummer              |                     | 1.01–1.08                   | Heidrun Bartholomäus |
| Harold                     | Jermaine Williams           |                     | 1.01–1.02, 1.04–1.05, 1.08  | Hans-Eckart Eckhardt |
| Pfarrer Andrews            | Hunter Parrish              |                     | 1.01–1.02                   | Florian Clyde        |
| Lily Cartwright            | Annie Starke                |                     | 1.02–1.05                   | Magdalena Höfner     |
| Henry Osgood               | Brandon Flynn               |                     | 1.03–1.05, 1.07             | Sebastian Kaufmane   |
| Trevor Briggs              | Michael Benjamin Washington |                     | 1.03, 1.05, 1.07            | Steven Merting       |
| Charlotte Wells            | Sophie Okonedo              |                     | 1.05, 1.07–1.08             | Christin Marquitan   |

## Episodenliste
| Nr.                                                                                | Deutscher Titel                  | Originaltitel          | Regie             | Drehbuch                                     |
| ---------------------------------------------------------------------------------- | -------------------------------- | ---------------------- | ----------------- | -------------------------------------------- |
| 1                                                                                  | Pilotfolge                       | Pilot                  | Ryan Murphy       | Evan Romansky                                |
| 2                                                                                  | Eispickel                        | Ice Pick               | Ryan Murphy       | Ian Brennan                                  |
| 3                                                                                  | Engel der Barmherzigkeit         | Angel of Mercy         | Nelson Cragg      | Ian Brennan                                  |
| 4                                                                                  | Engel der Barmherzigkeit: Teil 2 | Angel of Mercy: Part 2 | Michael Uppendahl | Evan Romansky                                |
| 5                                                                                  | Der Ball                         | The Dance              | Michael Uppendahl | Ian Brennan                                  |
| 6                                                                                  | Das Puppentheater                | Got No Strings         | Jessica Yu        | Jennifer Salt und Ian Brennan                |
| 7                                                                                  | Die Liste                        | The Bucket List        | Jennifer Lynch    | Ian Brennan                                  |
| 8                                                                                  | Mildred und Edmund               | Mildred and Edmund     | Daniel Minahan    | Ian Brennan, Evan Romansky und Jennifer Salt |
| Am 18. September 2020 wurde die erste Staffel weltweit bei Netflix veröffentlicht. |                                  |                        |                   |                                              |

## Produktion
Ratched entstand im Rahmen des Exklusivvertrags zwischen Netflix und dem Serienschöpfer Ryan Murphy. Bereits im Jahr 2017 wurden zwei Staffeln in Auftrag gegeben. Die Dreharbeiten und Produktion kosteten etwa 11 Millionen US-Dollar. Die beiden Kostümbildnerinnen Lou Eyrich und Rebecca Guzzi waren verantwortlich für die Kostüme. Die Dreharbeiten fanden von Ende Januar bis Anfang Juli 2019 mit Außenaufnahmen in Santa Monica, am Big Sur, in Monterey und in Los Angeles und Innenaufnahmen in den 20th Century Fox Filmstudios in Los Angeles statt. Als Executive Producer fungierten Tim Minear, Robert Mitas, Michael Douglas, Margaret Riley, Jennifer Salt, Jacob Epstein, Aleen Keshishian, Alexis Martin Woodall, Sarah Paulson, Ian Brennan und Ryan Murphy.

## Musik
In den ersten Folgen, vor allem aber in der Anfangssequenz der ersten Folge, werden Versatzstücke aus Filmmusiken des berühmten Komponisten Bernard Herrmann verwendet: Beginnend mit ruhigen Passagen aus Hitchcocks Psycho folgen Takte aus Der unsichtbare Dritte.
Die Macher von Ratched verwendeten Herrmanns Musik zum Film Der zerrissene Vorhang und insbesondere die im Hitchcockfilm nie verwendete Musik der berühmten Mordszene zwischen Paul Newman und Wolfgang Kieling. Die Musik zu dieser Szene wurde erst Jahre später sowohl auf einem Herrmann/Hitchcock-Sampler veröffentlicht als auch als musikalisches Zitat in Martin Scorseses Film Kap der Angst, dem Remake von Ein Köder für die Bestie, verwendet. Die Originalmusik eben dieses Klassikers von 1962 – auch von Bernard Herrmann – wird in Ratched ebenfalls eingesetzt.
In allen Ratched-Folgen hält sich der Soundtrack atmosphärisch an die Vorgaben der Herrmann-Klassiker und variiert sie zuweilen.

## Rezeption
Auf Rotten Tomatoes vergaben 81 Prozent der Zuschauer und 59 Prozent der Kritiker mehr als 3,5 Sterne, in der Internet Movie Database bewerteten mehr als 1000 Zuschauer die Serie im Durchschnitt mit 7,8 von 10 Sternen. Auf Metacritic erreicht die Serie 51 von 100 möglichen Punkten, basierend auf 25 Kritiken.
Nicole Ankelmann schreibt für n-tv, dass man eine ganze Weile brauche, um mit den Rollen und Figuren warm zu werden. Ihrer Meinung nach wurde beim Look und der Ausstattung der Serie gute Arbeit geleistet, da die grellen Farben einen guten Kontrast zur düsteren Story bieten.
Victor Sattler der Frankfurter Allgemeinen Zeitung sieht Ratched als Verspottung des Genre Film Noir, die völlig überproduziert wirkt. Aus seiner Sicht beging man damit Betrug, dass man Ratched als Prequel von Einer flog über das Kuckucksnest bezeichnet.
Ratched erzähle seine Geschichte reißerisch, schreibt Christopher Diekhaus in seiner Kritik für Kinozeit. Schauplätze und Kleidung der Protagonisten verströmen etwas beruhigend Künstliches und Aseptisches, auch er benennt den starken Kontrast zwischen Geschichte und den Szenenbildern. Ratched gehe schon in den ersten Minuten voll aufs Ganze, indem Tolleson in seinem Blutrausch gezeigt werde.
In der taz hebt Arabella Wintermayr hervor, dass es Ryan Murphy zwar gelinge, die Figur der Mildred Ratched im Prequel ohne misogyne Stereotype darzustellen, die typische Trias des Schöpfers der Horror-Serie American Horror Story, bestehend aus einem Figurenkabinett aus Außenseitern, einer beeindruckenden Ausstattung und einem diversen Cast gehe bei Ratched aber nicht auf. Der Plot verliere sich zu sehr in Psychiatrie-Klischees, sodass Schönheit und Schrecken bis zum Schluss lose nebeneinander existierten, ohne dass eine Aussage über den Zeitgeist getroffen werde.
Constantin Jacob kritisiert das überraschungsfreie Drehbuch, weiter schreibt er für den Musikexpress, dass sich die Serie von Schockszene zu Schockszene hangle und sich die Geschichte schon innerhalb der ersten Staffel wiederhole. Ihm fehlt es an einer packenden Story, aber er zeigt sich begeistert über Aussehen und Szenenbild der Serie.